# Atherigona biseriata
Atherigona biseriata este o specie de muște din genul Atherigona, familia Muscidae. A fost descrisă pentru prima dată de Walker în anul 1862. Conform Catalogue of Life specia Atherigona biseriata nu are subspecii cunoscute.